# Bigger and Better Blondes
Bigger and Better Blondes è un cortometraggio muto del 1927 diretto da James Parrott e interpretato da Charley Chase.

## Produzione
Il film venne prodotto dalla Hal Roach Studios.

## Distribuzione
Distribuito dalla Pathé Exchange, il film - un cortometraggio in due bobine - uscì nelle sale degli Stati Uniti il 15 maggio 1927.